# Беверлі-Крест

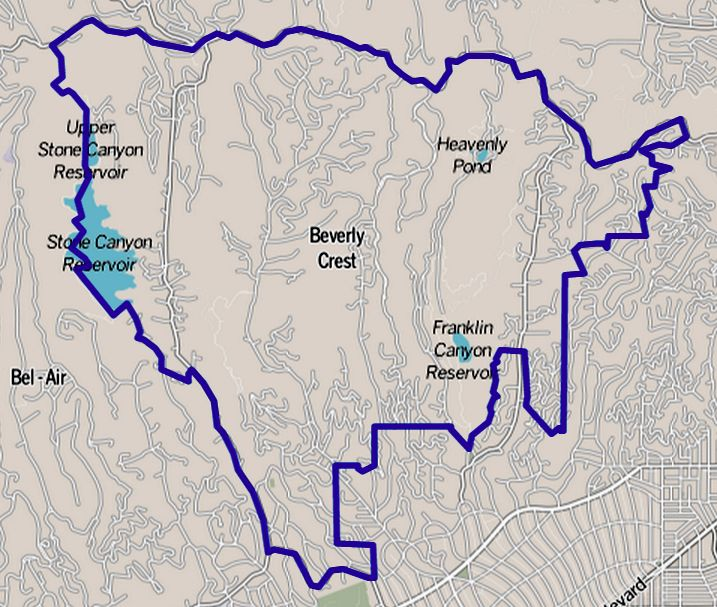

Беверлі-Крест (англ. Beverly Crest) — місцевість у західно-центральній частині Лос-Анджелесу. Адреси будинків у Беверлі-Крест зазначають містом Беверлі-Хиллс замість Лос-Анджелеса.
У Беверлі-Крест мешкають багато всесвітньо відомих особистостей. Є північним продовженням за каньйонами південних схилів гір Санта Моніка забудови міста Беверлі-Хиллс.
Об'єднана громада Бел-Ейр й Беверли-Крест виконує колегіальні виконавчі функції.
Поштові коди Беверли-Крест — 90046, 90069 й 90210.

## Географія
Адміністративно відноситься до міста Лос-Анджелес. Належить до поштового коду Беверлі-Хиллс — 90210.
На сході Беверлі-Крест межує з Беверли-Хиллс, на заході — з Бел-Ейр, на півночі, вздовж проїзду Мулхолланд — зі Студіо-Сіті й Шерман-Оакс.
У південному куті, де знаходиться північна частина Холмби-Хиллс (північніше Сансет бульвару), Беверлі-Крест межує з Вествудом.
До Беверлі-Крест відносяться каньйони гір Санта-Моніка: Бенедикт, Франклин й Колдвотер.
Східна частина Національної зони відпочинку гір Санта-Моніка знаходиться у Беверлі-Крест.

## Назва
Beverly — українською з давньоанглійської мови перекладається, як «мешканець бобрової долини», Crest — «верхів'я». Разом — «Беверлійське верхів'я», або «Верховинне село бобрової долини», що може відповідати українській сільській назві «Верхня Бобрівка».

## Населення
На 2013 рік населення Беверли-Крест складало 14729 осіб. Площа місцевості — 20,57 км². Щільність населення одна з найменших у Лос-Анджелесі — 716 осіб/км².

## Будинки
Середня вартість житлового окремо-стоячого будинку — 3,253 млн доларів (на 2016 рік).
- 9505 Lania Ln, 12 спалень, 23 ванн, 3995 м2, оціночна вартість на 2018 рік 121,7 млн доларів;
- 2727 Benedict Canyon Dr, 11 спален, 17 ванн, 2973 м2, 5,46 га, оціночна вартість на 2018 рік 70 млн доларів, зведений 1980 року.[4]